# 김영남 (1928년)
김영남(金永南, 1928년 2월 4일 ~ )은 조선민주주의인민공화국의 은퇴한 정치인이다. 조선로동당 중앙위원회 위원, 당 정치국 상무위원, 최고인민회의 간부회 의장 등을 역임했다.

## 생애
1928년 2월 4일 일제 강점기 조선국 평안남도 평양에서 출생하였고 아명(兒名)은 '명삼'(明參)이었다. 김택세(金擇世)의 장남으로, 남동생 김동삼(金東參, 현명 김기남)과 여동생 한 명이 있다. 적관은 평안북도 귀성이다.
김영남은 성장기에 중화민국 국민정부 시대 둥베이 지방 헤이룽장 성 안달(安达)지구와 둥베이 랴오닝 지방 등에서 살기도 하고, 일제 강점기 조선국 평안북도 구성, 강원도 통천, 전라북도 전주 등에서 살기도 하였다. 위만주국시대에는 흑룡강성(헤이룽장 성,黑龍江省) 목란현(무란 현,木蘭縣) 모농촌지역에서 거주생활하였다. 1948년경(광복후)과 1949년 중화인민공화국이 건립되는 연대에는 상지현(상즈 시,尙志縣) 흑룡궁진 모농촌에 이주하여 생활하였다.
청년 시기 상지현 조선족중학교(상조중,尙朝中,원 송강성립제1(상지)초급조선중학교), 연변대학 농학부（农学部에서 재학한 경력이 있다.1950년 6월 조선전쟁(한국전쟁)이 발생하여 중국 중앙정부의 항미원조 보가위국이란 호소(또는 조선민주주의인민공화국 정부가 젊은이들의 참전을 호소)하에 지원군의 신분(조선민주주의인민공화국으로 귀국)으로 조선전쟁(한국전쟁)에 참가하였다.
1957년경, 조선전쟁 정전 후 조선 중앙 정부의 복구 건설 수요가 있어 가족들을 데리고 조선으로 건너가서 정착 생활하였다. 조선 정착 생활 후 김일성종합대학을 졸업하고 모스크바 대학교에 유학하였다.
조선 로동당에서 정치 거장 인생을 시작하기 전에 중앙당학교 교원사업을 수락한 적 있다. 1980년대 중반에 조선민주주의인민공화국 부수상(부총리)과 외무상(외교부장)등의 중요한 직무를 담당하였다. 현재 담당하고 있는 직무는 최고인민회의 상임위원회 위원장(제12대, 제13대, 제14대, 제15대 련임위원장),로동당 중앙위원회 위원,로동당 중앙위원회 정치국 상임위원,외교 예절상의 국가원수이다. 현재 김영남은 조선민주주의인민공화국 정치계에서 가장 년(연)로한 정치가로서 조선로동당내 서렬 2위에 머물고 있다. 하지만 지금은 연로하여 최고인민회의 상임위원장직에서 물러나 그 자리를 최룡해에게 넘겨주고 모든 직무에서도 물러나 은퇴한 상태이다.

### 정치 경력
1970년 11월에 조선로동당 중앙위원회 위원이 되었다.
1972년에 최고인민회의 대의원,로동당 중앙위원회 비서국 국제부 부부장, 그 해 12월에 조선로동당 중앙위원회 비서국 국제부 부장과 외무성 부상을 담당하였다.
1974년 9월에 조선로동당 중앙위원회 비서국 국제담당 비서에 선출되었다.
1975년에는 조선로동당 중앙위원회 비서국 국제담당 비서를 역임하였다.
1977년에 조선로동당 중앙위원회 비서국 국제부 부장, 그해 12월 15일에는 중앙인민위원회 위원에 추가 임명되었다.
1978년에는 조선로동당 중앙위원회 정치국 위원이 되어 최고급 간부층에 들어섰다.
1983년에 부수상(부총리) 겸 외무상(외교부장)에 취임했다.
1994년에는 김일성 주석 추모대회에서 주최 연설을 하였다.
1998년에 최고인민회의 상임위원회 위원장에 선출되어 헌법상(명목상)의 국가원수가 되었다.
2008년 중국 북경시(베이징시)에서 진행한 2008년 하계 올림픽 개막식에 조선민주주의인민공화국 수뇌자의 신분으로 참석하였다.
2009년 4월 9일에 조선민주주의인민공화국 최고인민회의 제12기 제1차회의에서 위원장에 재선출되었다. 그러나 헌법이 고쳐지면서 이날에 명목상의 국가원수직에서 물러났다.
2010년 9월에는 조선로동당 중앙위원회 정치국 상무위원에 선출되었다.
2014년 2월 러시아에서 진행한 소치동계올림픽 개막식에 조선민주주의인민공화국 수뇌자의 신분으로 참석하였다.
2018년 2월 평창동계올림픽 개막식 참석차 조선민주주의인민공화국 특별대표단 단장의 신분으로 대한민국을 방문하였다.
조선로동당 내 서열은 2011년 12월 김정일이 사망한 후 서열 1위에 오른 김정은에 이은 2위이다.

## 약력
- 로동당 중앙당학교 교원.
- 로동당 중앙위원회 위원(1970년 11월).
- 최고인민회의 대의원,로동당 중앙위원회 비서국 국제부 부부장(제1 부부장)(1972년).
- 로동당 중앙위원회 비서국 국제부 부장,외무성 부상(1972년 12월).
- 로동당 중앙위원회 비서국 비서(국제담당)(1974년 9월).
- 로동당 중앙위원회 비서국 비서(국제담당)(1975년,력임).
- 로동당 중앙위원회 비서국 국제부 부장(1977년).
- 중앙인민위원회 위원(1977년 12월15일).
- 로동당 중앙위원회 정치국 위원(1978년).
- 정무원 부총리 겸 외무상(1983년~1988년).
- 현재 최고인민회의 상임위원회 위원장(1998년9월5일~2019년4월 11일,제12대、제13대、제14대、제15대).
- 현재 로동당 중앙위원회 위원
- 현재 로동당 중앙위원회 정치국 상무위원(2010년 9월).

## 일화
- 김영남은 문장력이 뛰어나 김일성 주석의 연설문 초안을 대부분 작성했다고 한다.이 때문에 비중이 그다지 크거나 권한이 막강하지도 않은 국제문제를 담당했던 로동당 중앙비서국 비서(서기)였음에도 로동당 중앙정치국 정식 위원으로 승격되는 등 전 김일성 주석과 각별하고 돈독한 관계를 유지할 수 있었다.[2]
- 김영남은 공적인 대화가 시작되기전 서로 인사를 나눌때는 매우 친절하고 편안한 사람으로 느껴지지만, 일단 본론으로 들어가면 냉혹할 정도로 자신의 각본에 따른다고 한다.
- 김영남의 친동생 김기남은 로동당 중앙정무국 부위원장 등 여러 중요한 직무을 담당하고 있다.

## 같이 보기
- 조선민주주의인민공화국 최고인민회의